# Michael Collins (politik)
Michael John Collins (irsky Mícheál Seán Ó Coileáin; 16. října 1890 Clonakilty, Irsko – 22. srpna 1922 Béal na mBláth, hrabství Cork) byl irský politik a revolucionář, čelný představitel a jeden ze zakladatelů IRA a velitel během irské války za nezávislost, který se zapsal do irských dějin, když výrazně přispěl k vytvoření Svobodného irského státu. Působil také jako člen delegace, která vyjednala anglo-irskou dohodu, dále byl předsedou prozatímní vlády a vrchní velitel irských ozbrojených sil.

## Život
V 19 letech vstoupil Michael Collins do Irského republikánského bratrstva (IRB). Poprvé na sebe výrazně upozornil v roce 1916, kdy se zúčastnil Velikonočního povstání, za což byl po nějakou dobu vězněn v Kilmainhamské věznici v Dublinu.
Po propuštění vstoupil do strany Sinn Féin a v prosinci 1918 byl zvolen do britské Dolní sněmovny. Spolu s ostatními poslanci za Sinn Féin však odmítl zasednout ve Westminsteru a místo toho se stal členem Irského shromáždění (Dáil Éireann), které se sešlo v Dublinu. Od roku 1919 zastával post ministra zahraničí v irské ilegální vládě. V letech 1919 až 1921 se aktivně podílel na válce za nezávislost, během níž tento charismatický a temperamentní bojovník pomohl založit organizaci IRA a rovněž stál u zrodu jejích teroristických praktik, hojně užívaných v boji proti britské armádě a Královské irské policii.
V roce 1921 byl jedním z aktérů dohody s Británií, jež předpokládala vznik Svobodného irského státu, který však neměl zahrnovat šest severních, převážně protestantských hrabství v Ulsteru (dnešní Severní Irsko). Irská vláda měla navíc přísahat věrnost britské koruně, čímž by muselo být upuštěno od záměru vyhlásit Irskou republiku. Tyto podmínky se ovšem části irské politické reprezentace zdály být nepřijatelné. Dohoda byla ale schválena jak parlamentem tak lidovým hlasováním, což mělo za následek občanskou válku, která probíhala v letech 1922 až 1923.
V ní proti sobě stály dohodě nakloněná vláda Svobodného irského státu a republikáni – stoupenci tzv. tvrdé linie, kteří odmítali jakýkoliv kompromis s Brity. Jejich vůdcem byl zakladatel Sinn Féin a jeden z vůdců Velikonočního povstání Éamon de Valera, kterého v roce 1916 uchránil před popravou americký pas. K republikánům se přidala také většina členů IRA. Ovšem Big Fella („Velký chlap“), jak zněla Collinsova přezdívka, se postavil na stranu vlády a byl ustaven vrchním velitelem armády Svobodného státu. Při potlačování odporu na venkově byl Michael Collins 22. srpna 1922 zabit během přestřelky poblíž místa zvaného Béal na mBláth („Údolí Květin“) v hrabství Cork, nedaleko svého rodiště. Válku i přesto vyhrála vláda Svobodného irského státu.

## Film
Režisér Neil Jordan natočil v roce 1996 o Michaelu Collinsovi stejnojmenný film, v němž postavu tohoto irského vlastence ztělesnil herec Liam Neeson. Jeho snoubenku Kitty Kiernanovou si zahrála Julia Robertsová.